# 高取山 (愛甲郡)

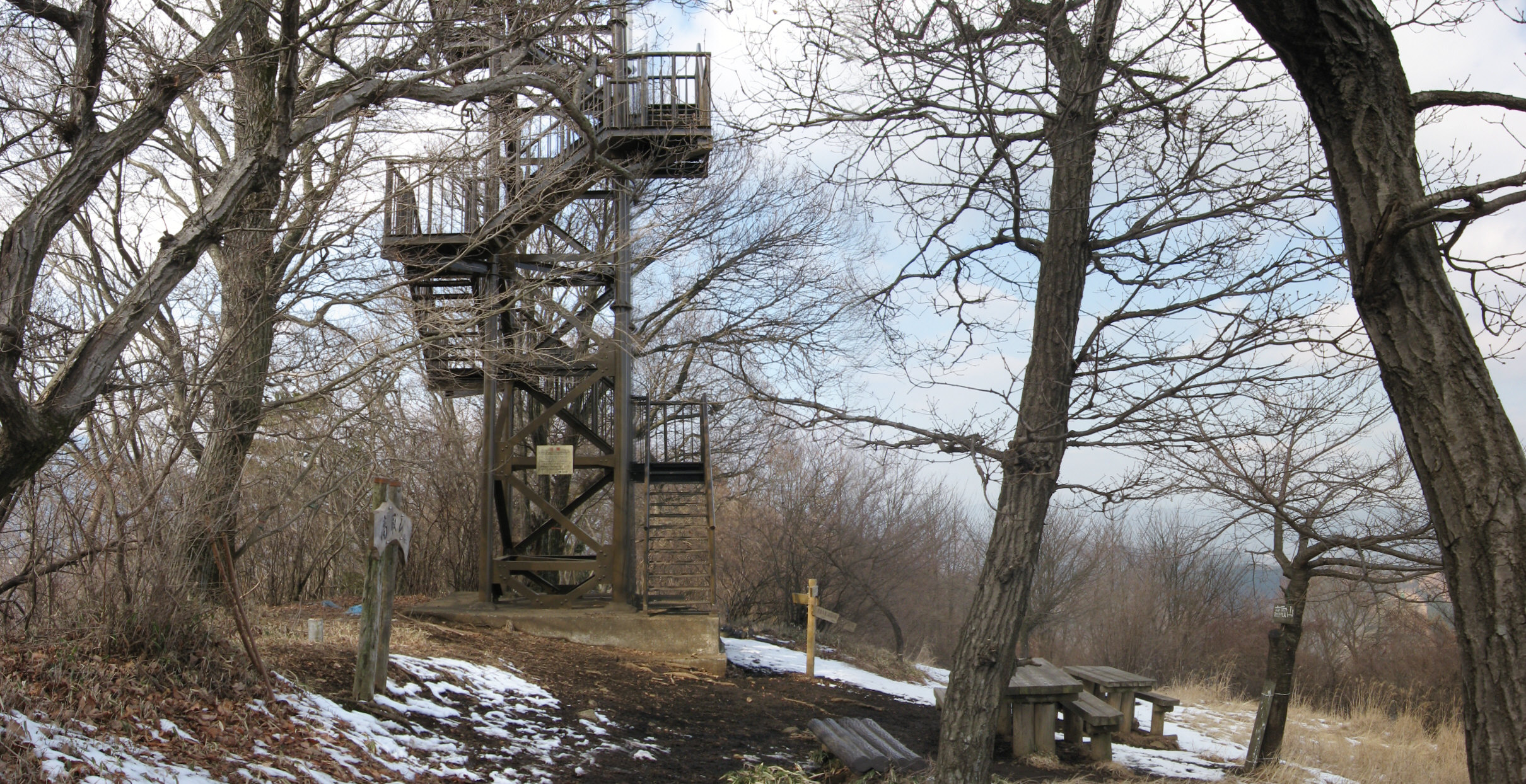
高取山の山頂。左側にあるのは高取山展望台。

高取山（たかとりやま）は、丹沢山地の東部にある標高約706mの山。神奈川県愛甲郡清川村と愛甲郡愛川町の境界に位置する。清川村側は神奈川県立丹沢大山自然公園に指定されている。南東に仏果山、経ヶ岳、北麓に宮ヶ瀬ダム、西麓には宮ヶ瀬湖がある。
登山道がよく整備されており初心者でも登り易く、南東に位置する仏果山と同様に頂上には展望台 (13m) がある。遮るものが全く無いため、展望台からは東丹沢の山々や宮ヶ瀬湖、関東平野、奥多摩から奥秩父の山々などを眺めることができ、特に天気の良い日には、関東平野越しに筑波山や日光の男体山まで望むことができる。

## 主な登山ルート
太字は登山口
- 「仏果山登山口」バス停（大棚沢広場） - 宮ヶ瀬越 - 高取山
- 宮ヶ瀬ダム駐車場 - 高取山
- 神奈川県道514号宮ヶ瀬愛川線「宮沢大橋」付近 - 高取山
- 愛川ふれあいの村 - 高取山

## 周辺の山
- 仏果山 (747m)
- 経ヶ岳 (633m)
- 南山 (544m)

## 関連画像

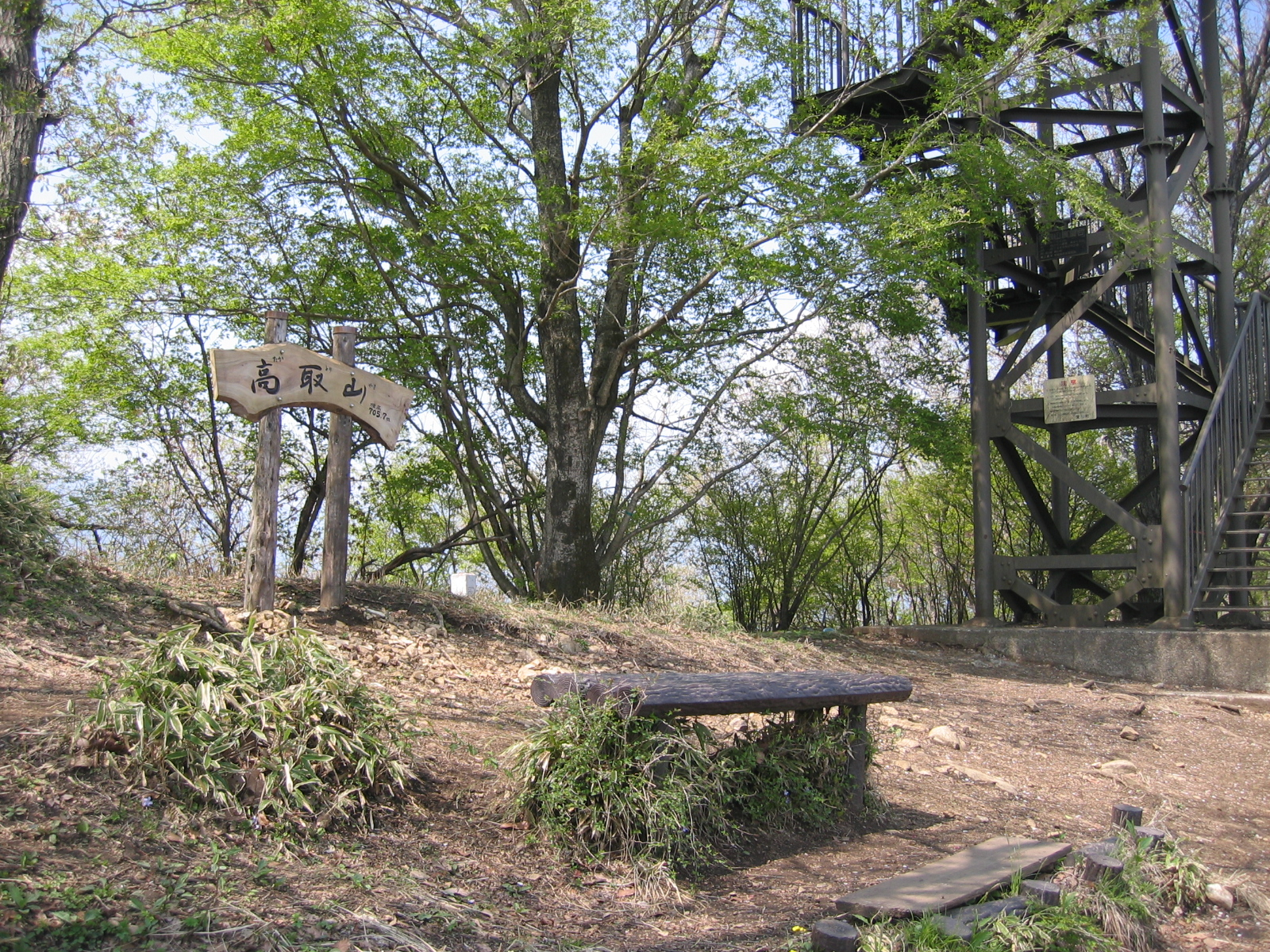
高取山の山頂。右側にあるのは高取山展望台。
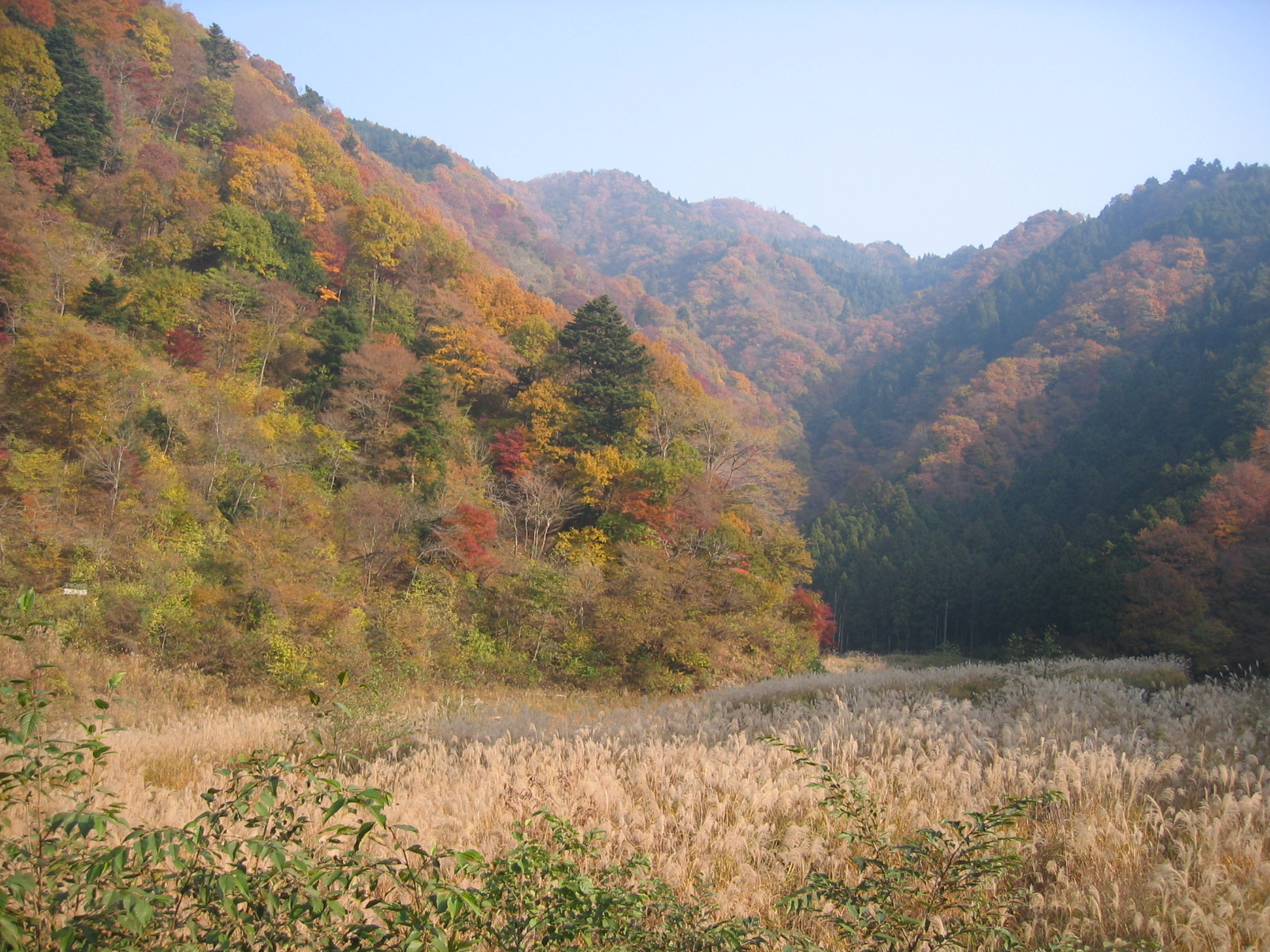
神奈川県道514号宮ヶ瀬愛川線の鷲ヶ沢橋より望む高取山
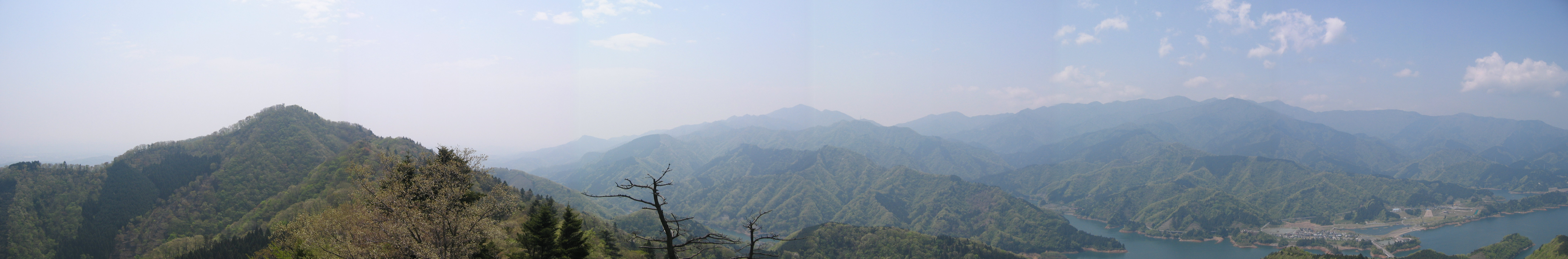
高取山展望台からの眺望（2006年4月30日撮影）
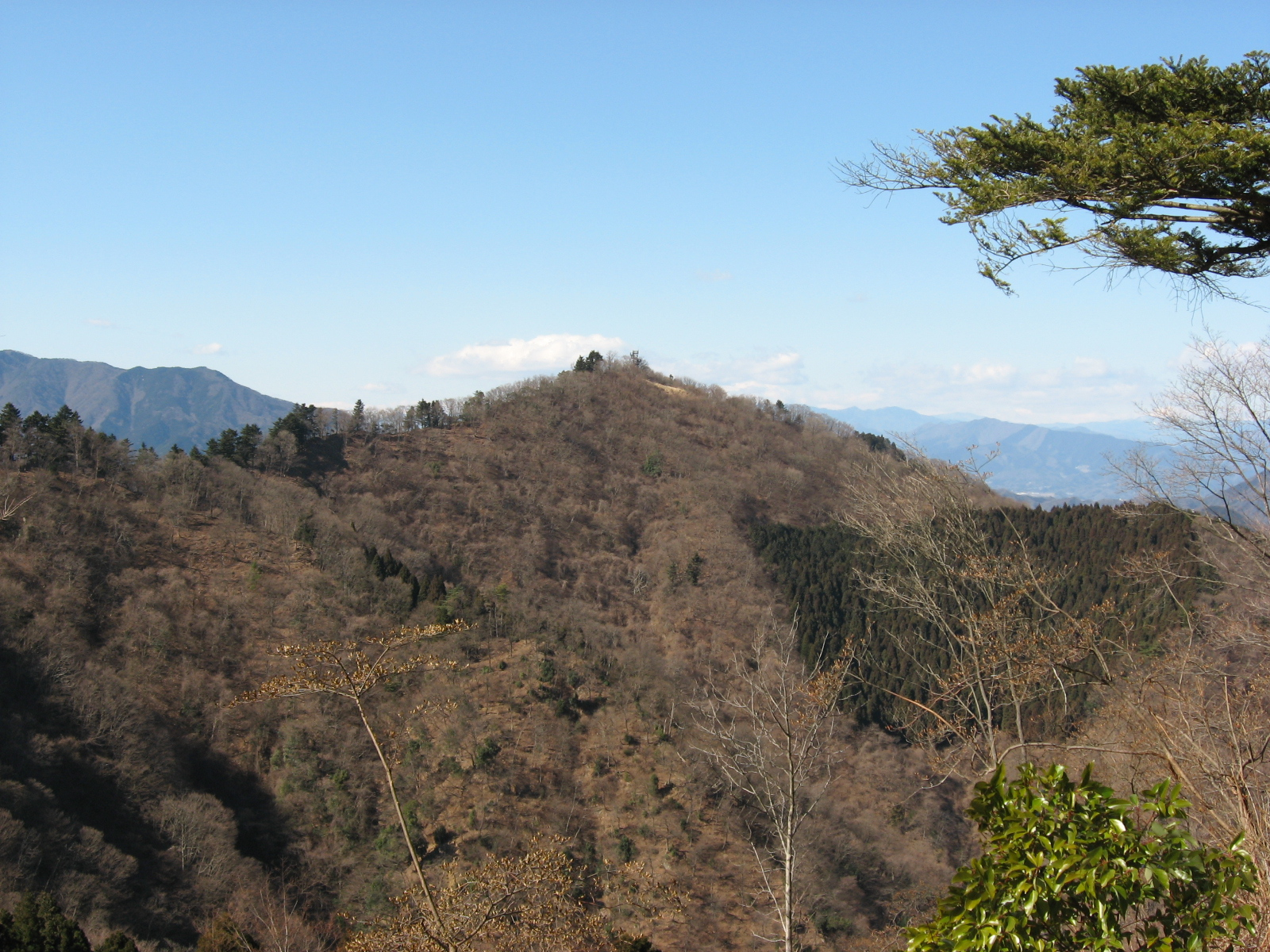
登山道から見た高取山